# Подебрадский, Ян
Ян Подебрадский (чеш. Jan Poděbradský; род. 1 марта 1974, Прага) — чешский легкоатлет, специалист по многоборьям и бегу на короткие дистанции. Выступал за сборную Чехии по лёгкой атлетике в 1993—2001 годах, чемпион Европы в помещении в эстафете 4 × 400 метров, победитель Кубка Европы в командном зачёте, многократный победитель и призёр первенств национального значения.

## Биография
Ян Подебрадский родился 1 марта 1974 года в Праге.
Впервые заявил о себе в лёгкой атлетике на международном уровне в сезоне 1993 года, когда вошёл в состав чешской национальной сборной и выступил на юниорском европейском первенстве в Сан-Себастьяне, откуда привёз награду серебряного достоинства, выигранную в десятиборье — уступил здесь только шведу Кристеру Хольгеру.
В 1994 году на Кубке Европы по легкоатлетическим многоборьям в Лионе стал девятым в личном зачёте и помог своим соотечественникам выиграть серебряные медали мужского командного зачёта.
В 1995 году на Кубке Европы в Вальядолиде был седьмым в личном зачёте и с чешской сборной выиграл командный зачёт. Благодаря череде удачных выступлений удостоился права защищать честь страны на чемпионате мира в Гётеборге — набрал в сумме всех дисциплин десятиборья 7961 очко и расположился в итоговом протоколе соревнований на 15-й строке.
В 1996 году на Кубке Европы в Лаге занял седьмое и третье места в личном и командном зачётах соответственно.
На чемпионате мира 1997 года в Афинах стартовал в беге на 400 метров и в эстафете 4 × 400 метров, но не смог преодолеть предварительные квалификационные этапы.
В 1998 году бежал 400 метров на чемпионате Европы в помещении в Валенсии и на чемпионате Европы в Будапеште, стал вторым на Кубке Европы в Санкт-Петербурге.
В 2000 году на чемпионате Европы в помещении в Генте одержал победу в эстафете 4 × 400 метров. Кроме того, на Кубке Европы по многоборьям в Оулу закрыл десятку сильнейших личного зачёта и занял седьмое место в командном зачёте.
В 2001 году с результатом в 7950 очков стал шестым на международном турнире Décastar во Франции.
В 2002 и 2004 годах дважды выигрывал чемпионат Чехии в десятиборье, после чего завершил спортивную карьеру.